# Емили Гифин
Емили Гифин (на английски: Emily Giffin) е американска писателка на произведения в жанра чиклит.

## Биография и творчество
Гифин е родена на 20 март 1972 г. в Балтимор. От съвсем малка обича да чете и да пише. Първото ѝ стихотворение „Калинки“ е публикувано в списание „Крикет“ през 1980 г. През 1986 г. семейството ѝ се премества в Напервил (сега предградие на Чикаго), където тя учи в Северната гимназия. Там тя е член на писателския творчески клуб и работи като редактор на училищния вестник. През 1994 г. Гифин завършва с оличие и с бакалавърска степен по история и английски език университета „Уейк Форест“ в Северна Каролина. В него тя също работи като мениджър на баскетболния отбор „Demon Deacons“. Постъпва в юридическия факултет на Университета на Вирджиния и завършва право през 1997 г.
След дипломирането си Гифин се мести в Манхатън и в продължение на няколко години работи по съдебните дела на правната фирма „Winston & Strawn“. Не харесва работата си на юрист и е решена да преследва сериозно кариерата си на писател. В началото на 2001 г. вече е завършила първия си роман, предлага го, но получава откази от издателите. През същата година, пет дни след атентата срещу Световния търговски център, напуска фирмата и се премества в Лондон, за да пише.
Следващата 2002 г. е знаменателна за писателката. Тя се омъжва, намира литературен агент и сключва договор за две книги с издателство „St. Martin's Press“. През 2003 г. семейството ѝ се премества от Лондон в Атланта. В края на годината ражда близнаците Едуард и Джордж, а през 2007 г. и дъщеря си Хариет.
През 2004 г. излиза първият ѝ роман „Нещо назаем“, от серията „Приключенията на Дарси“, с който печели наградата на Джорджия за писателски дебют. Той, заедно със следващия, „Нещо синьо“, публикуван през 2005 г., е много успешен и утвърждава писателката пред критиката и читателите.
Произведенията на Гифин са винаги в списъците на бестселърите на „Ню Йорк Таймс“, преведени са на повече от 12 езика и са издадени в над 2 милиона екземпляра.
През 2011 г. романът ѝ „Нещо назаем“ е екранизиран в едноименния филм с участието на Дженифър Гудуин, Кейт Хъдсън, Колин Егелсфийлд и Джон Красински.
Емили Гифин живее със съпруга си и трите си деца в Атланта.

## Произведения

### Самостоятелни романи
- Baby Proof (2006)
Нещо ново, изд.: „ИнфоДАР“, София (2008), прев. Мария Неделева
- Love the One You're with (2008)
Обичай този, с когото си, изд.: „ИнфоДАР“, София (2010), прев. Мария Неделева
- Heart of the Matter (2010)
Въпросите на сърцето, изд.: „ИнфоДАР“, София (2012), прев. Мария Неделева
- Where We Belong (2012)
Там, където принадлежим, изд.: ИК „Бард“, София (2015), прев. Анета Макариева-Лесева
- The One and Only (2014)
- First Comes Love (2016)
- All We Ever Wanted (2018)

### Серия „Приключенията на Дарси“ (Adventures of Darcy)
1. Something Borrowed (2004)
Нещо назаем, изд.: „ИнфоДАР“, София (2007, 2011), прев. Мария Неделева
2. Something Blue (2005)
Нещо синьо, изд.: „ИнфоДАР“, София (2008, 2011), прев. Мария Неделева
3. The Diary of Darcy J. Rhone (2012)